# Les Vignes
Les Vignes è stato un comune francese di 106 abitanti situato nel dipartimento della Lozère nella regione dell'Occitania. Il 1º gennaio 2017 si è fuso con Saint-Georges-de-Lévéjac, Le Massegros, Saint-Rome-de-Dolan e Le Recoux per formare il nuovo comune di Massegros Causses Gorges.

## Storia

### Simboli
Lo stemma è stato approvato dalla Prefettura della Lozère il 17 giugno 2008.

## Società

### Evoluzione demografica
Abitanti censiti